# International Powerlifting Federation
International Powerlifting Federation, Internationella styrkelyfts förbundet, är det internationella förbund som Svenska Styrkelyftförbundet hör till. 